# Zombeteiro-da-damaralândia
O zombeteiro-da-damaralândia  (Phoeniculus damarensis) é uma espécie de ave da família Phoeniculidae.
Pode ser encontrada nos seguintes países: Angola, Quénia, Namíbia e Tanzânia. 